# Danielleilona multicostata
Danielleilona multicostata är en snäckart som beskrevs av Stanisic 1993. Danielleilona multicostata ingår i släktet Danielleilona och familjen Charopidae. Inga underarter finns listade i Catalogue of Life.